# Меквевришвили, Михаил Ильич
Михаил Ильич Меквевришвили (1913 год, Тифлисская губерния, Российская империя — неизвестно, село Велисцихе, Гурджаанский район, Грузинская ССР) — звеньевой колхоза имени Сталина Гурджаанского района, Грузинская ССР. Герой Социалистического Труда (1949). Депутат Верховного Совета СССР 9-го созыва.

## Биография
Родился в 1913 году в крестьянской семье в одном из сельских населённых пунктов Тифлисской губернии. После получения начального образования трудился в сельском хозяйстве. С 1935 года трудился рядовым колхозником, звеньевым в колхозе имени Сталина Гурджаанского района. С 1947 года член ВКП(б).
В 1948 году звено под его руководством собрало в среднем с каждого гектара по 101 центнера с площади 3 гектара. Указом Президиума Верховного Совета СССР от 9 августа 1949 года удостоен звания Героя Социалистического Труда за «получение высоких урожаев винограда при выполнении колхозом обязательных поставок и контрактации по всем видам сельскохозяйственной продукции, натуроплаты за работу МТС в 1948 году и обеспеченности семенами всех культур для весеннего сева 1949 года» с вручением ордена Ленина и золотой медали «Серп и Молот» (№ 4339).
В последующем избирался директором этого же колхоза. С 1960 года — бригадир виноградарской бригады колхоза «Ленинис Андердзи» Гурджаанского района. За выдающиеся трудовые достижения по итогам работы в годы Семилетки (1959—1965) был награждён Орденом Трудового Красного Знамени.
Избирался делегатом XXIII съезда КПСС, депутатом Верховного Совета СССР 9-го созыва (1974—1979).
Возглавлял виноградарскую бригаду до выхода на пенсию. Проживал в селе Велисцихе Гурджаанского района. Дата смерти не установлена.
Награды
- Герой Социалистического Труда
- Орден Ленина
- Орден Трудового Красного Знамени (02.04.1966)